# レインボーサンダー
『レインボーサンダー』は、ザ・クロマニヨンズの12thアルバムである。2018年10月10日リリース。

## 概要
先行シングル「生きる」を含む12曲入りのアルバムである。

## 収録曲
| 全編曲: ザ・クロマニヨンズ。 |                                  |            |       |
| #                            | タイトル                         | 作詞・作曲 | 時間  |
| 1.                           | 「おやつ」                       | 真島昌利   | 2:10  |
| 2.                           | 「生きる」                       | 甲本ヒロト | 2:48  |
| 3.                           | 「人間ランド」                   | 甲本ヒロト | 2:51  |
| 4.                           | 「ミシシッピ」                   | 真島昌利   | 3:37  |
| 5.                           | 「ファズトーン」                 | 真島昌利   | 2:56  |
| 6.                           | 「サンダーボルト」               | 甲本ヒロト | 4:00  |
| 7.                           | 「恋のハイパーメタモルフォーゼ」 | 甲本ヒロト | 3:27  |
| 8.                           | 「荒海の男」                     | 真島昌利   | 3:40  |
| 9.                           | 「東京フリーザー」               | 真島昌利   | 2:36  |
| 10.                          | 「モノレール」                   | 甲本ヒロト | 3:48  |
| 11.                          | 「三年寝た」                     | 甲本ヒロト | 2:37  |
| 12.                          | 「GIGS (宇宙で一番スゲエ夜)」    | 真島昌利   | 2:19  |
| 合計時間:                    | 合計時間:                        | 合計時間:  | 36:49 |

## 参加アーティスト
ザ・クロマニヨンズ
- 甲本ヒロト（ボーカル）
- 真島昌利（ギター）
- 小林勝（ベース）
- 桐田勝治（ドラムス）